# Bitka pri Quinton's Bridgeu
Bitka pri Quintonovem mostu je bila manjša bitka ameriške revolucionarne vojne, ki se je odvijala 18. marca 1778, med britansko okupacijo Filadelfije. Milice iz New Jerseyja, ki so branile most čez Alloway Creek v Salem County, New Jersey, so bile zvabljene v past s strani britanskega podpolkovnika Charlesa Mawhooda in so utrpele znatne žrtve.

## Ozadje
Konec leta 1777 so britanske sile pod poveljstvom generala Williama Howa zasedle Filadelfija, sedež drugega kontinentalnega kongresa, ki jo je Howe obravnaval kot prestolnico uporniških Trinajst kolonij. Okupacija ni bila lahka, saj je okoliško podeželje mrgolelo od kontinentalne vojske in patriotskih milic kot del kampanje Georga Washingtona proti britanskim oskrbovalnim linijam. Zima 1777–1778 je bila še posebej huda za Američane, vendar sta obe strani redno pošiljali znatne sile za nabiranje hrane za svojo stran in za oviranje nabiralnih operacij druge strani.
19. februarja, ko je kontinentalna vojska nujno potrebovala zaloge, je brigadni general Anthony Wayne vodil sile čez reko Delaware južno od Filadelfije na nabiralno odpravo skozi južni New Jersey. General Howe se je odzval tako, da je poslal silo približno 4.000 mož, da bi nadlegovali Wayna. Vendar se je Wayne hitro premikal proti severu, zbiral zaloge, prisilil prebivalce, da so premaknili zaloge, ki jih ni mogel odnesti iz lahkega britanskega dosega, in občasno spopadal z zasledujočimi Britanci. Howe je marca poslal še eno silo pod podpolkovnikom Charlesom Mawhoodom, da bi nabiral hrano in poskušal prisiliti Wayna v bitko. 17. marca je Mawhood vodil mešano silo 1.200 mož, sestavljeno iz britanskih rednih vojakov in lojalističnih čet  (Skinner's Greens) iz New Jerseya in John Graves Simcoovih Queen's Rangers, čez reko Delaware v Salem County, New Jersey. General Wayne, pozoren na britanska gibanja, je večinoma dokončal svoje delo in je bil v Burlingtonu, pripravljal se je na vrnitev v Valley Forge.
Alloway Creek v okrožju Salem je tvoril naravno obrambno črto in lokalna milica, potem ko je izvedela za britansko gibanje, je vzpostavila močne obrambne položaje na dveh prehodih, ki so bili najbližje Delawareju, Quintonovem mostu in Hancockovem mostu, da bi preprečila Britancem prehod. Mawhood je vodil svoje sile v Salem, New Jersey, kjer so jih pričakali nekateri lokalni lojalisti, ki so jim povedali, da je polkovnik Benjamin Holme, skupaj s 300 milicami, pri Quintonovem mostu, le tri milje (4.8 km) jugovzhodno. Holme je vzpostavil svoj položaj na severni strani mostu in odstranil deske mostu, da bi preprečil njegovo enostavno uporabo.

## Bitka
Pred zoro 18. marca je Mawhood premaknil več oddelkov mož na položaje na strani potoka nasproti ameriškim silam. Nato je prikazal del svojih sil, ki so se umikale od mostu, kot da bi se umikali. Takoj ko so Američani videli to gibanje, je kapitan William Smith zamenjal deske in se z 200 od 300 mož, ki so varovali most, podal v zasledovanje. Te sile so sledile Britancem naprej po cesti, sčasoma so vzpostavile stik z drugo skupino vojakov, ki je bila postavljena za ograjo. Preostali del britanskih sil je bil v bližini, nameščen v hiši ob ograji.
Ko so bili Smith in njegovi možje napadeni, so se vojaki nameščeni v hiši izmuznili ven in stekli v zaledje Američanov, s čimer so preprečili kakršen koli umik do mostu. Nato so prisilili Smithove sile, da so poskusile še en prehod čez potok. V tem trenutku je glavnina britanskih vojakov prispela do mostu in poskušala prečkati na ameriški položaj. Ustavila sta jih polkovnik Elijah Hand in njegova milica, ki sta pravočasno prispela z dvema topovoma, da sta preprečila popolno uničenje ameriških sil. V spopadu so Američani izgubili med 30 in 40 mož, večinoma zaradi utopitve.

## Posledice
Čeprav so sile pri Quintonovem mostu utrpele znatne žrtve, sta Hand in njegovi možje ostali, da bi okrepili položaj. Mawhood je poskušal prisiliti milico, da se naslednji dan umakne, vendar so bili dobro postavljeni in jih ni bilo mogoče izriniti. Mawhood je nato odposlal majorja Simcoeja in njegove rangerje, da napadejo položaj pri Hancockovem mostu. Simcoe in njegovi možje so se vrnili k reki Delaware in se premaknili navzdol po toku, da bi dosegli južno stran potoka. Od tam so po Simcoejevem pripovedovanju korakali skozi težaven teren do južnega konca Hancockovega mostu. Tam so popolnoma presenetili 20 do 30 mož, nameščenih v hiši lokalnega sodnika Williama Hancocka in jih vse pobili z bajoneti. Čeprav niso nameravali ubiti Hancocka, so Simcoejevi obveščevalci poročali, da je Hancock zapustil hišo, ko jo je zasedla milica; v resnici se je vrnil domov prejšnji večer in je bil med ubitimi.
Mawhood je nato poslal pismo Handu, v katerem ga je opozoril, da če milica ne bo odložila orožja, bo "napadal milico, ki nosi orožje, požgal njihove hiše in jih, njihove nesrečne žene in njihove otroke, spravil v beraštvo in stisko." Hand se ni hotel predati in je v svojem odgovoru zapisal, da "me vaša grožnja s požigom in uničenjem navaja na misel, da berem ukaze barbarskega Atile, in ne gospoda, pogumnega, velikodušnega in uglajenega."
Waynova odprava skozi južni New Jersey je povečala napetosti med generalom Washingtonom in uradniki New Jerseyja, saj je bila država pozimi v veliki meri prepuščena lastni obrambi. Britanski odziv na Wayneove premike je privedel do tega, da so uradniki New Jerseyja zahtevali prisotnost kontinentalne vojske v regiji. Teden dni po Waynovem odhodu je Washington poslal majhen oddelek kontinentalcev v južni New Jersey, vendar je bil popolnoma neučinkovit pri preprečevanju razpada milic v južnem New Jerseyju.

## Notes
1. ↑  Bodle, str. 36–40
2. ↑  Bodle, str. 54,64
3. ↑  Bodle, str. 215–216
4. 1 2  Bodle, str. 216
5. ↑  Carpenter, str. 196